# Vinícius Lopes
Vinícius Lopes da Silva (Monte do Carmo, Brasil; 7 de mayo de 1999) es un futbolista brasileño. Juega de delantero y su equipo actual es el CD Santa Clara de la Segunda División de Portugal, a préstamo desde el Botafogo.

## Trayectoria
Lopes entró a las inferiores del Goiás en 2016 y fue promovido al primer equipo en 2019. Debutó el 20 de octubre ante el Chapecoense por el Campeonato Brasileño de Serie A.
En enero de 2022, el delantero fichó en el Botafogo.

## Estadísticas
Actualizado al último partido disputado el 9 de abril de 2023.
| Club              | Div.          | Temporada     | Liga  | Liga  | Estatal | Estatal | Copas nacionales | Copas nacionales | Copas internacionales | Copas internacionales | Total | Total |
| Club              | Div.          | Temporada     | Part. | Goles | Part.   | Goles   | Part.            | Goles            | Part.                 | Goles                 | Part. | Goles |
| ----------------- | ------------- | ------------- | ----- | ----- | ------- | ------- | ---------------- | ---------------- | --------------------- | --------------------- | ----- | ----- |
| Goiás · Brasil    | 1.ª           | 2019          | 5     | 0     | 0       | 0       | 0                | 0                | —                     | —                     | 5     | 0     |
| Goiás · Brasil    | 1.ª           | 2020          | 28    | 6     | 8       | 0       | 1                | 0                | 2                     | 0                     | 39    | 6     |
| Goiás · Brasil    | 2.ª           | 2021          | 6     | 0     | 11      | 5       | 1                | 0                | —                     | —                     | 18    | 5     |
| Goiás · Brasil    | Total club    | Total club    | 39    | 6     | 19      | 5       | 2                | 0                | 2                     | 0                     | 62    | 11    |
| Botafogo · Brasil | 1.ª           | 2022          | 16    | 2     | 2       | 0       | 2                | 0                | —                     | —                     | 20    | 2     |
| Botafogo · Brasil | 1.ª           | 2023          | 0     | 0     | —       | —       | 0                | 0                | —                     | —                     | 0     | 0     |
| Botafogo · Brasil | Total club    | Total club    | 16    | 2     | 2       | 0       | 2                | 0                | 0                     | 0                     | 20    | 2     |
| RWDM · Bélgica    | 2.ª           | 2022-23       | 16    | 0     | —       | —       | 2                | 1                | —                     | —                     | 18    | 1     |
| RWDM · Bélgica    | Total club    | Total club    | 16    | 0     | 0       | 0       | 2                | 1                | 0                     | 0                     | 18    | 1     |
| Total carrera     | Total carrera | Total carrera | 71    | 8     | 21      | 5       | 6                | 1                | 2                     | 0                     | 100   | 14    |

## Palmarés

### Títulos nacionales
| Título                      | Club | País    | Año     |
| --------------------------- | ---- | ------- | ------- |
| Segunda División de Bélgica | RWDM | Bélgica | 2022-23 |